# Amarilis
Amarilis (Amaryllis sp.) je rod lukovičastih cvetnica. Odlikuju ih veoma lepi cvetovi raznih boja oblika i veličina. Amarilisi se razmnožavaju semenom, a najčešće vegetativno odnosno deljenjem, sečenjem ili jednostavnim odvajanjem novoizniklim lukovicama koje počinju cvetati nakon 3-4 godine. Amarilisima najčešće pogoduje manja saksija koja je približna veličini lukovice, a može se saditi i na otvorenom. Ne voli preterano zalivanje, ali je prihranjivanje tečnim đubrivom poželjno pogotovo posle cvetanja.
Amarilisi se neposredno posle cvetanja ili preko zime vade iz zemlje i zajedno sa lišćem se ostavljaju na mračno hladnije mesto do +5 stepeni, gde se čeka da otpadne lišće i staro korenje, kada se odseca ostalo suvo lišće, korenje i odvajaju mlade lukovice. Tako formirana lukovica se drži na mračnom mestu sve do početka februara, kada se iznosi na toplije mračno mesto gde će početi da pusta prvo pupoljak pa lišće. Kada izraste pupoljak i počne se pojavljivati cvetna drška, amarilis se sadi i ostavlja na najsvetlije mesto u kuci na temperaturu do 20 stepeni gde je potrebna najveća briga. Ne sme se prihranjivati niti zalivati da cvetna drška ne bi mnogo izrasla i slomila se.
Tek nakon precvetavanja počinje prihranjivanje i priprema za sledeće cvetanje. Kada procveta potrebno je oprašivanje jednostavnim raznošenjem polena sa drugog cveta amarilisa ili razmazivanjem polena sa istog cveta na prašnik. Tako oplođene semenke brzo gube klijavost i najbolje ih je posaditi odmah nakon sazrevanja. Semenke su zrele kad su crne boje i pljosnatog oblika, sade se plitko u zelju bogatom humusom i ne vade se preko zime prve dve godine dok ne narastu do veličine oraha kada se vade iz zemlje i sa njima se postupa isto kao i sa starim sve dok ne počnu da cvetaju. Amarilisi su vrlo cenjena vrsta cveća. Najčešće se mogu naći u obliku rezanog cveća sa preko 250 sertifikovanih vrsta.

## Galerija
- Beli amarilis
- Crveni amarilis

## Literatura
- Стевановић, Б. & Јанковић, М. 2001. Екологија биљака са основама физиолошке екологије биљака. NNK International: Београд. -978-86-83635-04-7-